# António Mendonça Mendes
António Manuel Veiga dos Santos Mendonça Mendes (Coimbra, 19 de dezembro de 1976) é um advogado e político português. Atualmente, desempenha as funções de deputado à Assembleia da República, vice-presidente do grupo parlamentar e presidente da Federação de Setúbal do Partido Socialista.
É irmão da ex-ministra adjunta e dos Assuntos Parlamentares, a deputada Ana Catarina Mendes. É licenciado em Direito pela Universidade de Coimbra. Foi Secretário de Estado dos Assuntos Fiscais desde julho de 2017 até dezembro de 2022. Desempenhava no XXIII Governo Constitucional o cargo de Secretário de Estado Adjunto do Primeiro-Ministro.

## Atividade política
No currículo profissional tem várias passagens por gabinetes de apoio a membros do governo. No governo de António Guterres, entre 1999 e 2002, foi assessor do secretário de Estado da Justiça, e nos governos de José Sócrates chefiou os gabinetes da secretária de Estado dos Transportes, Ana Paula Vitorino, e depois da ministra da Saúde, Ana Jorge.
No início da carreira foi advogado em Macau (Gonçalves Pereira, Rato, Ling, Vong & Cunha), passou brevemente pelo grupo empresarial Geocapital, de que Diogo Lacerda Machado, o melhor amigo do Primeiro-Ministro António Costa, foi administrador. Desempenhou o cargo de diretor na Refer com responsabilidades nas áreas de capital humano, assuntos jurídicos e organização (2011-2013) e antes de ingressar no Ministério das Finanças foi advogado e sócio da André, Miranda e Associados, em Lisboa.
No dia 2 de dezembro de 2022 tomou posse como Secretário de Estado Adjunto do Primeiro-Ministro.